# Oinihol Bobonasarowa

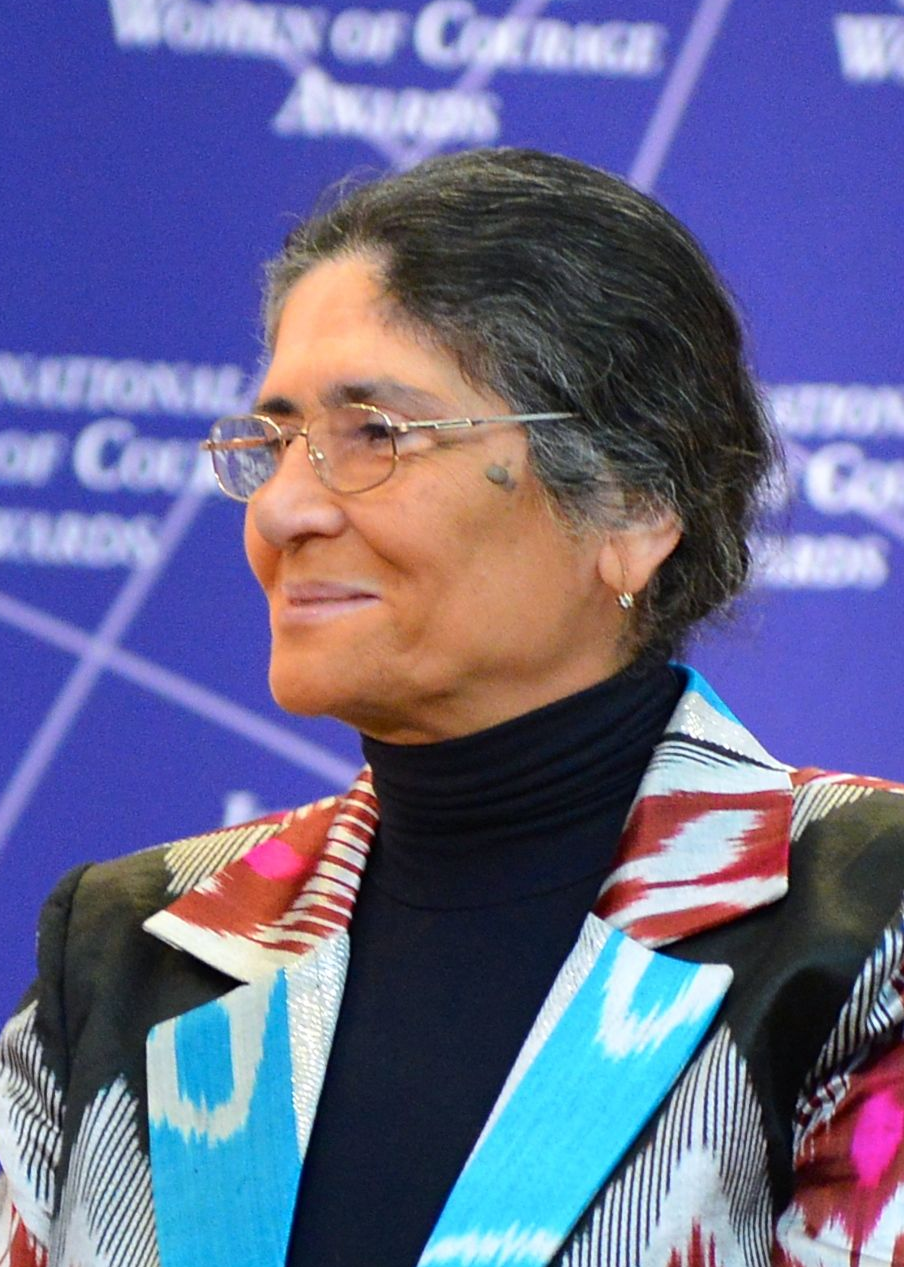
Ojnihol Bobonasarowa 2014

Oinihol Bobonasarowa (tadschikisch Ойниҳол Бобоназарова; russisch Ойнихол Бобоназарова Oinichol Bobonasarowa; alternative Umschriften umfassen Oinikhol, Oynihol und Ojnihol bzw. Bobonazarova; * 10. Juni 1948 in Jowon, Tadschikische Sozialistische Sowjetrepublik) ist eine tadschikische Anwältin, ehemalige Hochschullehrerin und politische Aktivistin für Menschen- und Frauenrechte. Für ihr mutiges und herausragendes Engagement wurde sie 2014 vom Außenministerium der Vereinigten Staaten mit dem International Women of Courage Award geehrt.

## Leben und Wirken

### Ausbildung und Berufstätigkeit
Bobonasarowa wurde 1948 in der Stadt Jowon in der Provinz Chatlon im Südwesten Tadschikistans geboren. Ihr Studium der Rechtswissenschaften an der Tadschikischen Nationaluniversität in Duschanbe schloss sie 1971 ab und erwarb nach einem Aufbaustudium an der Tadschikischen Akademie der Wissenschaften 1976 den wissenschaftlichen Grad Kandidat der Wissenschaften (russisch Кандидат наук). Von 1976 bis 1992 war sie an der Tadschikischen Nationaluniversität als Hochschullehrerin tätig. In diesem Zeitraum war sie dort von 1989 bis 1992 zudem Dekanin der Juristischen Fakultät. Anschließend arbeitete sie als Rechtsanwältin.

### Politisches und gesellschaftliches Engagement
In den Jahren 1989/1990 zählte Bobonasarova zu den Gründern der Demokratischen Partei Tadschikistans (DPT) (tadschikisch Ҳизби демократии Тоҷикистон), der ersten demokratischen Oppositionspartei des Landes. 1993 wurde sie mit der Begründung, einen Staatsstreich geplant zu haben, von ihrem Posten an der Nationaluniversität suspendiert, inhaftiert und wegen Hochverrats verurteilt. Sie war die erste politische Gefangene in Tadschikistan nach dem Zusammenbruch der Sowjetunion und der Unabhängigkeit Tadschikistans. Nach einigen Monaten Haft wurde sie 1994 von Präsident Emomalij Rahmon begnadigt. Nach diesen Erfahrungen begann sie, sich zunehmend mit Menschenrechtsfragen in ihrem Heimatland zu beschäftigen.
Von 1996 bis 2004 war Bobonasarowa als Menschenrechtsberaterin für die Organisation für Sicherheit und Zusammenarbeit in Europa (OSZE) in Tadschikistan tätig. Zudem arbeitete sie von 1996 bis 2007 für die tadschikische Zweigstelle der Open Society Foundations des US-amerikanischen Milliardärs und Philanthropen George Soros. Seit 2013 leitet sie die Menschenrechtsgruppe Perspektiva Plus, die sich in Tadschikistan für die Rechte und die Verbesserung der Situation von Gefangenen, Frauen und tadschikischen Wanderarbeitern in Russland und Kasachstan einsetzt. Sie ist Mitglied der Nichtregierungsorganisation Koalition gegen Folter in Tadschikistan, eines Zusammenschlusses von mehr als zwanzig Organisationen, Stiftungen, Initiativen und Einzelpersonen. Unermüdlich kämpfte sie für die Abschaffung der Folter in tadschikischen Gefängnissen und wirkte maßgeblich daran mit, dass das erste unabhängige Überwachungsprogramm für Gefängnisse in Tadschikistan geschaffen wurde, seit diese im Jahr 2004 nicht mehr für Außenstehende zugänglich und dadurch jeglicher Kontrolle entzogen waren.

### Präsidentschaftskandidatur
Im Vorfeld der Präsidentschaftswahl in Tadschikistan 2013 einigten sich die beiden großen oppositionellen Parteien Islamische Partei der Wiedergeburt Tadschikistans (IRP) und die Demokratische Partei Tadschikistans (DPT) überraschend auf die parteilose Bobonasarowa als gemeinsame Gegenkandidatin zu Präsident Emomalij Rahmon, der seit 1992 ununterbrochen an der Macht war. Die Entscheidung wurde am 9. September 2013 auf einer Sitzung der Union der Reformistischen Kräfte getroffen, einer im Juli gegründeten Wahlkoalition, zu der auch die kurz zuvor gegründete Partei Neues Tadschikistan, die Gruppe 24, die Nationale Bewegung Tadschikistans und die Vatandor-Bewegung gehörten. Die damals 65-Jährige wurde als chancenreich angesehen, weil man hoffte, dass sie als bekannte „Veteranin der NGO-Szene“ und als „unpolitische Person“ auch Menschen überzeugen könnte, die sonst andere Parteien gewählt hätten. Zudem gelang es Bobonasarowa, die im ansonsten kaum kompetitiven Kandidatenfeld als einzige Kandidatin der Opposition antrat, die Opposition in Tadschikistan hinter sich zu vereinen und die verbreitete Praxis des Wahlboykotts durch ihre Kandidatur zu Gunsten einer aktiven politischen Beteiligung der Opposition vorerst zu verhindern.
Bobonasarowa war die erste und bisher einzige Frau, die sich als Präsidentschaftskandidatin zu bewerben versuchte. Bei der Sammlung der erforderlichen 210.000 Unterschriften von Unterstützern ihrer Kandidatur wurde sie auf mehrfache Weise behindert. Letztlich scheiterte ihre Wahlkampagne daran, dass sie in der kurzen zur Verfügung stehenden Zeit bis zum Stichtag nur 201.236 Unterschriften erreichte und sich wegen der fehlenden 8.764 Unterschriften nicht als Kandidatin registrieren lassen konnte. Die IRP beschuldigte die staatlichen und regionalen Behörden, die Kandidatur der oppositionellen Politikerin gezielt behindert zu haben und kündigte als Konsequenz an, sich nicht an der Präsidentschaftswahl zu beteiligen. Diese endete schließlich mit einem eindeutigen Sieg des Amtsinhabers Rahmon im ersten Wahlgang.

### International Women of Courage Award

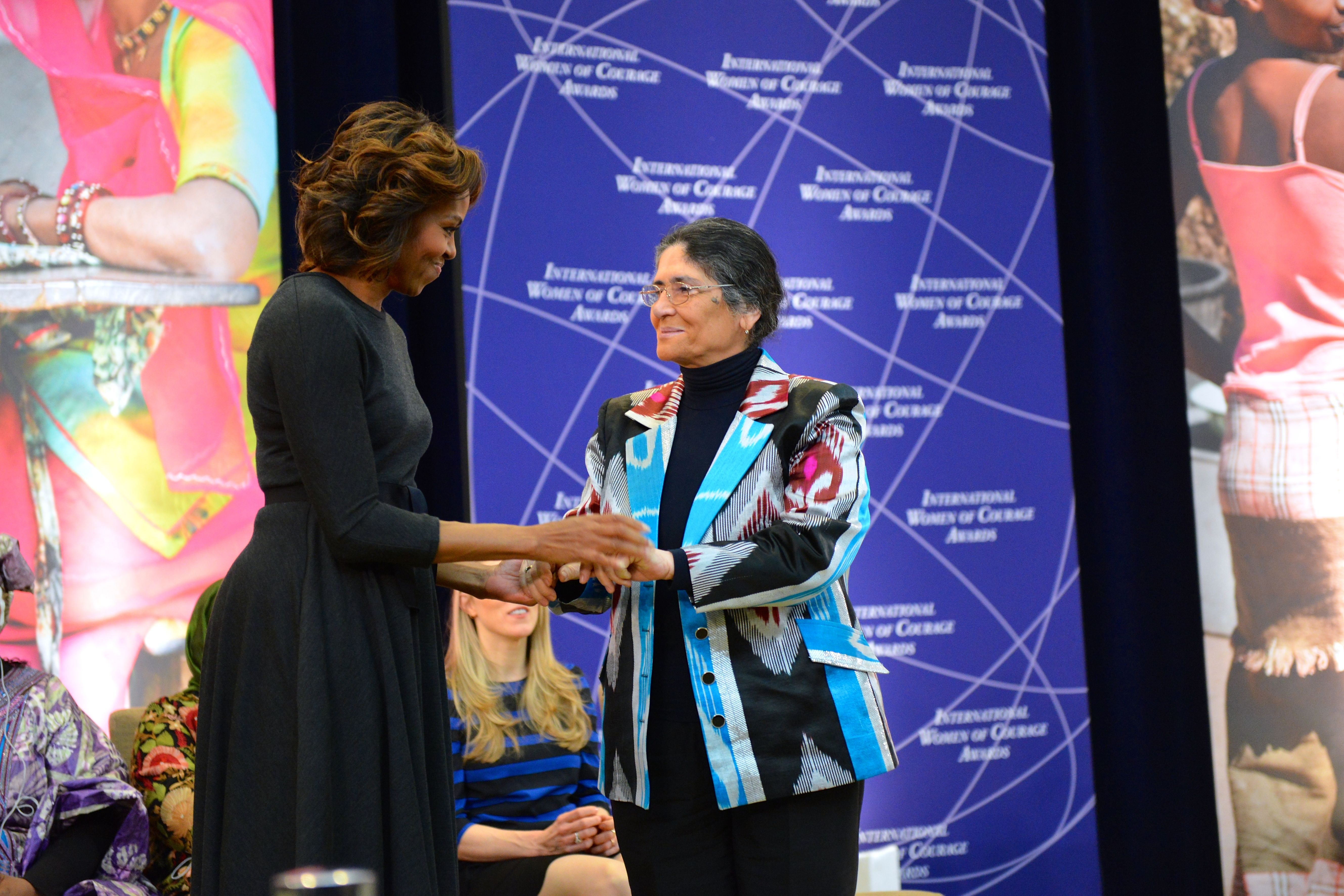
Ehrung 2014 mit Michelle Obama

Im Jahr 2014 war Bobonasarowa eine von zehn Frauen aus aller Welt, die vom US-Außenministerium für ihr herausragendes und vorbildliches Engagement auf dem Gebiet der Menschen- und Frauenrechte mit dem International Women of Courage Award (IWOC) geehrt wurden. Die Verleihung des Preises fand am 4. März 2014 im Rahmen einer feierlichen Zeremonie im US-amerikanischen Außenministerium in Washington statt, bei der auch die First Lady Michelle Obama eine Rede hielt und den Geehrten gratulierte. Bobonasarowa wurde mit folgenden Worten gewürdigt: 

„Since the Tajik Civil War ended in 1997, Oinikhol Bobonazarova has worked tirelessly to draw attention to women’s rights, torture and detention centers, and the plight of Tajik migrant laborers. In September 2013, Ms. Bobonazarova became the first-ever female candidate for president of Tajikistan when the only Islamic political party in central Asia nominated her as its standard bearer. Despite an unsuccessful bid, her nomination shattered one of the highest of glass ceilings and set an important precedent for women in politics. In the time since, she has continued to speak out against torture and has been instrumental in working to establish the first independent prison-monitoring program since prisons were closed to outside access in 2004. For fearlessly advocating the rights of women and labor migrants and fighting to end torture in Tajik detention centers, we name Oinikhol Bobonazarova a Woman of Courage.“

Bobonasarova war die erste Tadschikin, die diesen Preis erhielt. Drei Jahre später in einem Interview darauf angesprochen, wie diese Ehrung ihre Arbeit verändert habe, antwortete sie, sie habe den Preis als große Verantwortung empfunden, er habe ihre Arbeit stimuliert und sich positiv auf die Frauenbewegung in Tadschikistan ausgewirkt.

## Ehrungen und Auszeichnungen
- 2013: Beste Menschenrechtsverteidigerin des Jahres (russisch Лучший правозащитник года)[12]
- 2014: International Women of Courage Award